# La Labor (Guanajuato)
La Labor es una localidad del estado mexicano de Guanajuato. Es parte del municipio de Apaseo el Grande.

## Demografía
| Gráfica de evolución demográfica |
|                                  |

| Censo | Población |
| ----- | --------- |
| 1900  | 315       |
| 1910  | 382       |
| 1921  | 350       |
| 1930  | 337       |
| 1940  | 340       |
| 1950  | 347       |
| 1960  | 387       |
| 1970  | 578       |
| 1980  | 752       |
| 1990  | 1 213     |
| 2000  | 1 353     |
| 2010  | 1 579     |
| 2020  | 1 441     |